# ディスカバリー遠征

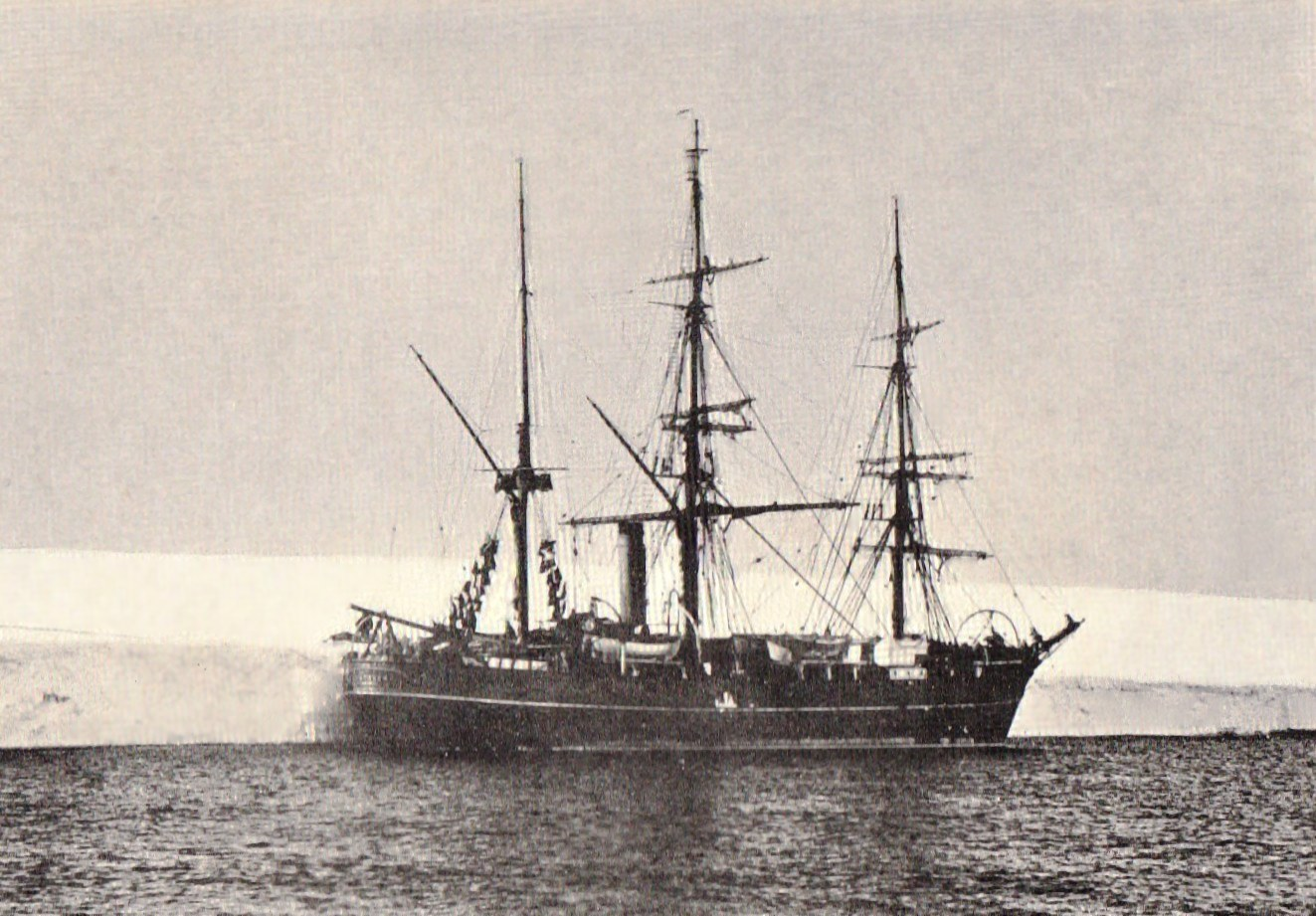
南極海グレート・アイス・バリアの遠征船ディスカバリー

ディスカバリー遠征（英: Discovery Expedition、正式にはBritish National Antarctic Expedition, 1901–04）は、20世紀初めにイギリスが初めて南極地域で行った公式の探検である。それよりも60年ほど前にはジェイムズ・クラーク・ロスによる付近の航海があった。王立協会と王立地理学会の合同委員会の下に大規模に組織された遠征隊は、それまでほとんど未踏だった南極大陸の科学的調査と地理的探検を行うことが目的だった。この探検隊を率いたロバート・ファルコン・スコット、アーネスト・シャクルトン、エドワード・ウィルソン、フランク・ワイルド、トム・クリーン、ウィリアム・ラシュリーなど、南極探検の英雄時代に指導者となった多くの者が、このときに南極での経験を積み始めた。
探検隊の科学的調査により、生物学、動物学、地質学、気象学、磁気学の分野で大きな進展があった。雪の無いマクマード・ドライ・バレーズや、ケープ・クロージャーのコウテイペンギン生息地など地質学や動物学の重要な発見があった。地理の分野では、西部山地ルートを通じて、エドワード7世半島、極点台地の発見などの業績があった。この遠征隊は本気で南極点を目指してはおらず、最南端は南緯82度17分まで進んだに留まった。
このディスカバリー遠征は、後の冒険に繋がる先駆者として、イギリスの南極探検史で大きな区切りとなった。氷に閉ざされたディスカバリー号とその乗組員を救出するために金を遣うことになったものの、帰国後は成功した遠征として祝された。しかしその科学的記録の中にはその質が問われるものもあった。この遠征隊の大きな失敗は、スキーや犬（橇）を使った極地を効率的に動く技術を習得できなかったことであり、これは英雄時代を通じてイギリスの南極遠征で災いすることになった。

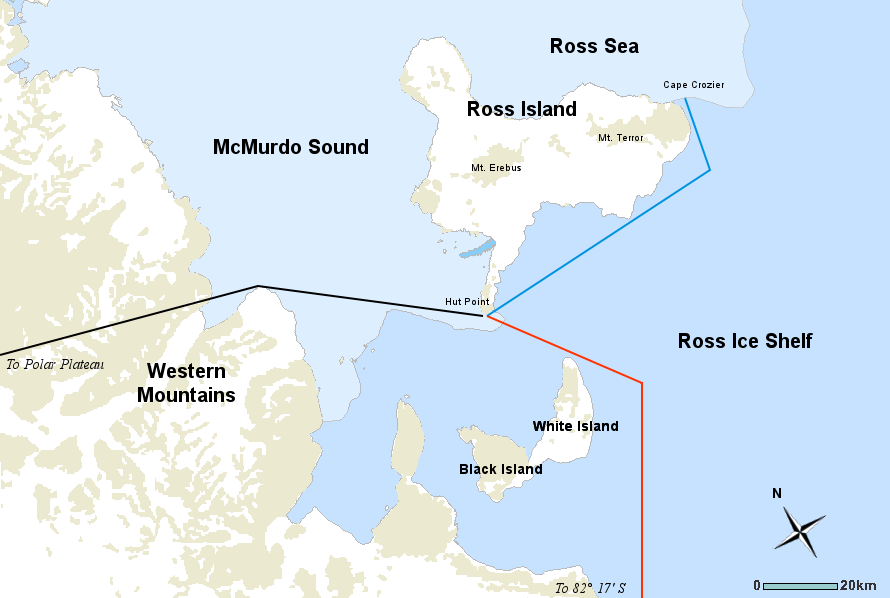
ディスカバリー遠征の行動範囲を示す地図。主たる軌跡（赤線）は最南端到達への旅、1902年11月から1903年2月。 黒線は西部山地を通って極点台地に向かう西部経路、1903年10月から12月。青線はメッセージポイントと、ケープ・クロージャーのコウテイペンギン生息地への経路、1902年10月、1903年9月と10月

## 遠征に至る背景

### 先達
1839年から1843年、イギリス海軍大佐ジェイムズ・クラーク・ロスが、HMSエレバスとHMSテラーを指揮して、南極大陸まで3度の航海を成功させた。この期間に南極の新しい部分を発見、探検し、その後の多くのイギリスによる遠征の礎を提供した。

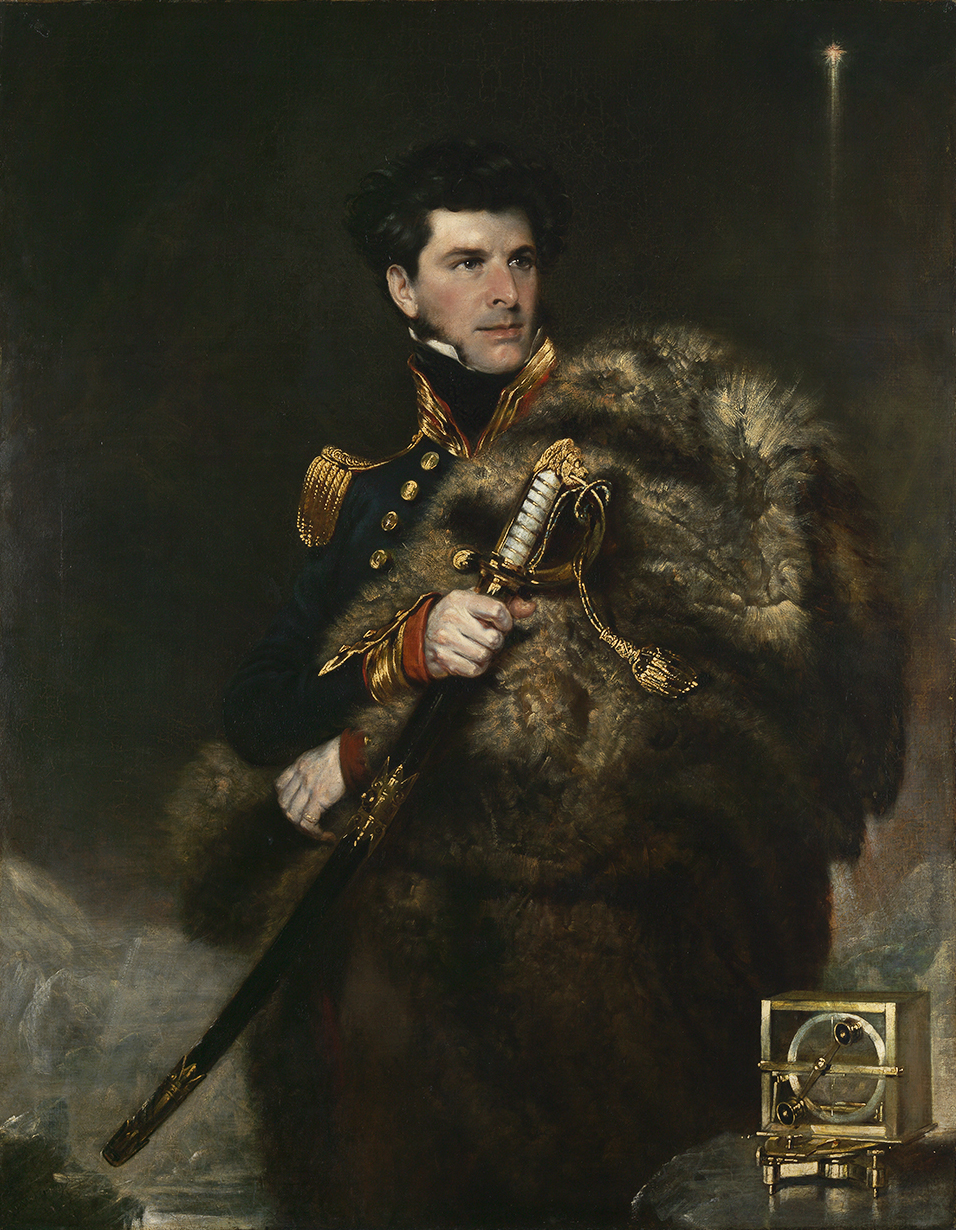
ジェイムズ・クラーク・ロス、ロス海、ロス棚氷、マクマード・サウンドの発見者

ロスは南極の一般的な地形を地図化し、多くの地名を付けた。ロス海、グレート・アイス・バリア（後にロス棚氷と改名された）、ロス島、ケープ・アデア、ビクトリア・ランド、マクマード・サウンド、ケープ・クロージャー、さらにはエレバス山とテラー山の双子火山だった。ロスは何度かバリアに戻り、そこを通過しようとしたが、その最南端到達点は1842年2月、南緯78度10分の小さな入り江までだった。ロスはバリアの東に陸があると想像していたが、それを確かめられなかった。
ロスの後の50年間は、南極のこの部分に入ったという記録が無い。1895年1月、ノルウェー人の捕鯨隊が、ビクトリア・ランドの北端であるケープ・アデアに短時間上陸した。その4年後、前の上陸隊に参加していたカルステン・ボルクグレヴィンクが、サザン・クロスで独自の遠征隊を率いてきた。この遠征隊にはイギリスの印刷業界の大立て者ジョージ・ニューネスが、隊の名称を「イギリス南極遠征隊」と呼ぶ条件で、35,000ポンドを寄付していた。ボルクグレヴィンクは1899年2月にケープ・アデアに上陸し、小さな小屋を建て、1899年の冬をそこで過ごした。次の夏には南に航海し、バリアのロスの入江に上陸した。その3人の隊は橇を使ってバリアの表面を南に進み、78度50分という新しい最南端に到達した。
19世紀から20世紀への変わり目に南極地域に対する国際的な関心が高まった時期に、ディスカバリー遠征が計画された。ディスカバリーがインド洋の南にある南極大陸の部分を探検したのと同じ時期に、エーリッヒ・フォン・ドリガルスキーが指揮するドイツ遠征隊が出発した。スウェーデンの探検家オットー・ノルデンショルド（Otto Nordenskiöld）が指揮する遠征隊がグレアムランドに向かい、フランスのジャン＝バティスト・シャルコーが指揮する遠征隊は南極半島に向かった。またスコットランドの科学者ウィリアム・スペイアズ・ブルースがウェッデル海に科学遠征隊を率いた。

### イギリス海軍、マーカムとスコット
イギリス海軍本部副大臣ジョン・バロウの影響下、ナポレオン戦争後の平和な時代では極地探検がイギリス海軍の活動領域になった。1845年にフランクリン遠征隊が消息を絶ったあとは海軍の興味が失せ、その後は多くの実りのない調査が続いた。ジョージ・ネアズが率いた1874年から1876年の北極探検では船が永久流氷に阻まれるという問題点に遭遇し、ネアズ自身が北極は「到達不可能」と宣言した後、海軍本部は、それ以上の極地探索は危険であり、費用も掛かり、実りのないものであると判断した。

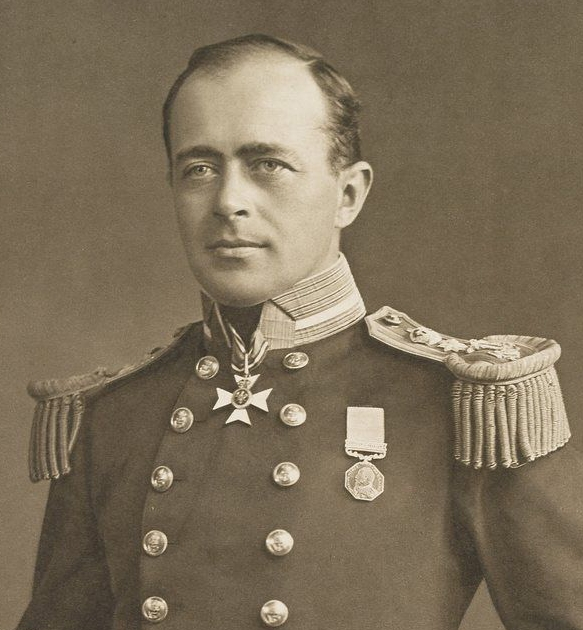
ロバート・ファルコン・スコット海軍大佐、ディスカバリー遠征の隊長に指名された

しかし、王立地理学会の秘書官（後の会長）クレメンツ・マーカムは、1851年のフランクリン救出遠征に加わった海軍の軍人だった。マーカムはネアズの遠征の一部にも加わっており、海軍の歴史的な役割を再開する確固とした提唱者になった。さらにこの野望を推進する機会が1893年11月に訪れた。1870年代のチャレンジャー号探検航海で生物学者として南極海域を訪れていた著名な生物学者のジョン・マレーが王立地理学会に働きかけた。マレーは「南極探検の再開」と題する論文を提出し、イギリスの科学のために大々的な遠征を要求した。これにはマーカムから、また国の主要科学団体である王立協会の二者から強い支持があった。2つの団体の合同委員会が設立され、遠征隊が採用すべき形態を決めることになった。マーカムが描いていたのはロスやフランクリンの形に倣う本格的な海軍のものであり、合同委員会の一部からは反対されたが、その執念によって遠征隊は大部分がその願いに適う形に作られることになった。マーカムの従兄弟の伝記作者が後に、遠征隊は「かれの脳の創作物、継続したエネルギーの産物」と書いていた。
後に極地探検の責任者に適した者となる将来を嘱望される若い海軍士官に、マーカムが気付いたのはかなり前のことだった。1887年に士官候補生ロバート・ファルコン・スコットを見たのが最初であり、スコットはセントキッツでHMSローバーに乗艦しており、マーカムのことを覚えていた。その13年後にHMSマジェスティックの魚雷大尉になっていたスコットは、その経歴を進める道を求めており、ロンドンでクレメンツ・マーカムと会った機会を生かして、遠征隊長に応募することになった。スコットはマーカムの心の中に長い間残っており、何を措いても最初に選んだ者だったが、その他にも好ましい候補者は視界内に入ってきたものの、年を取りすぎているか、あるいは使えなくなっていた。マーカムの断固とした裏付けがあったので、スコットは海軍中佐に昇格した時点から間もない1900年5月25日に隊長に指名された。

### 科学対冒険
遠征隊の指揮系統を決めておく必要があった。マーカムはその始まりから全体指揮は海軍士官であり、科学者ではないと決めていた。スコットはその指名後にマーカム宛てに手紙を書き、自分が「船と上陸部隊の指揮を全うしなければならない」と繰り返し、今後のの指名について相談を受けるべきと主張した。しかし、合同委員会はマーカムの黙諾により、メルボルン大学地質学教授で元大英博物館地質学者助手だったジョン・ウォルター・グレゴリーを、遠征隊の科学者指揮官に指名した。王室協会の合同委員会に入っている者に裏書きされたグレゴリーの見解は、上陸部隊の組織と指揮はグレゴリーに任されるべきということだった。「船長は、浚渫や曳き網などに求められる援助をするよう指示される。科学班の下船に必要なボートを手配することである」と語っていた。それに続いた論争の中で、マーカムはスコットの遠征隊全体の指揮が全てであり、曖昧であってはならないと論じ、スコット自身はこの件について進退をかけて主張した。マーカムの見解とスコットの見解が通り、グレゴリーは辞任した。いわく「科学的な仕事は海軍の冒険に従うべきではない」としていた。
この議論は協会の間の関係をまずくした。そのことは遠征が終わった後にまで引き摺り、出版された結果の範囲や質に関する批判に反映された。マーカムは海軍の指揮官に拘ったことが主に伝統と様式の問題であり、科学に対する軽視を示すものではないと主張した。マーカムは単に他の者よりも高い緯度まで進むことなら「支持するに値しない」という自説を明らかにしていた。

## 人員

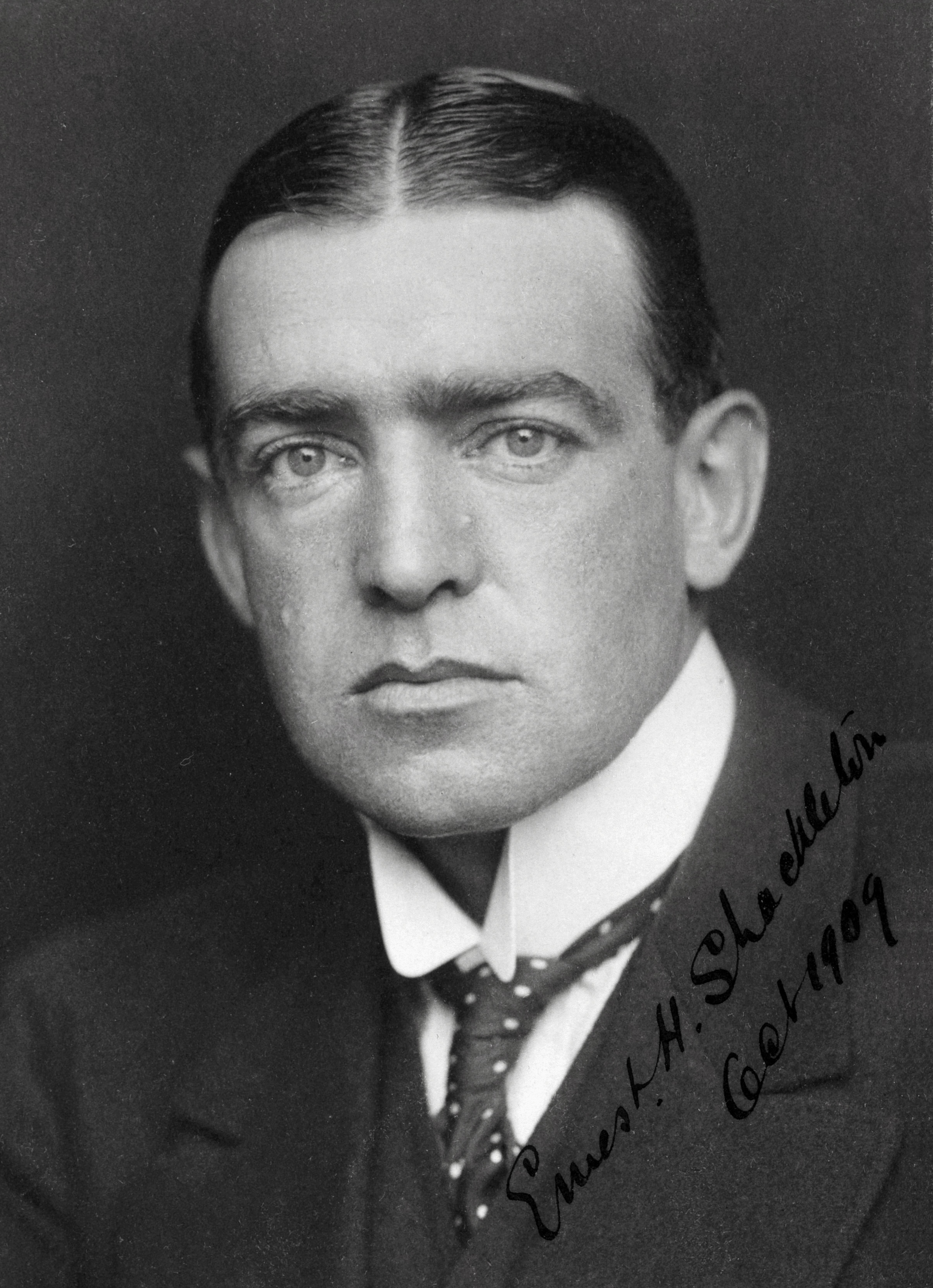
アーネスト・シャクルトン、ディスカバリーの三等航海士

マーカムは本格的なイギリス海軍の遠征を期待したが、海軍本部からは「その時点で海軍任務の緊急性から士官を宛てられない」と警告された。それでも海軍本部はスコットとチャールズ・ロイズを宛てることに合意し、その後にマイケル・バーンとレジナルド・スケルトンが遠征隊に加わることを認めた。他の士官は商船海軍から選ばれた。アルバート・アーミテージは副隊長であり、1894年から1897年のジャクソン・ハームズワース北極遠征に加わった経験があった。アーネスト・シャックルトンは三等航海士に指名され、船倉、物資と食料を任され、娯楽を手配する責任もあった。海軍本部が20名ほどの下士官と水兵を供出し、乗組員の残りは商船乗り組みの者、あるいは市民から雇われた者を宛てた。下甲板乗り組みとなった者達の中には南極のベテランになった者もいた。例えば、フランク・ワイルド、ウィリアム・ラシュリー、トマス・クリーン（ニュージーランドで船員が脱走した後に加入した）、エドガー・エバンス、アーネスト・ジョイスがいた。この遠征隊は海軍の正式なプロジェクトではなかったが、スコットは海軍の系統で遠征することを提案し、乗組員から海軍規律法の下で働くことに自発的な同意を確保した。
科学班は経験が無かった。科学者主任としてグレゴリーの後継者になったジョージ・マレー博士は、オーストラリアまでの任務であり（事実ケープタウンで船を離れた）、実際の航海を使って科学者を訓練したが、遠征の細かな作業には加わらなかった。それ以前に南極の経験があった唯一の科学者は、ボルクグレヴィンクの遠征に磁気観測者と気象学者として参加したルイス・ベルナッチだった。地質学者のハートリー・フェラーはケンブリッジ大学を卒業したばかりの22歳であり、マーカムが「いっぱしの男になるかもしれない」と考えていた。海洋生物学者のトマス・ビア・ホジソンはプリマス博物館から来ており、より円熟した人物であり、2人のドクターより年長だった。レジナルド・コートリッツは39歳で、遠征隊の中では最年長者だった。コートリッツはアーミテージと同様、ジャクソン・ハームズワース北極遠征に加わっていた。若いドクターは動物学者のエドワード・ウィルソンであり、スコットと親しくなり、スコットに欠けていると言われた冷静さ、忍耐強さ、公平さという特質を備えていた。

## 組織と目標

### 資金
遠征の総費用は9万ポンドと見積もられた。2009年換算で約725万ポンドとなる。このうち45,000ポンドはイギリス政府が拠出し、2つの協会が同額を集められるという条件を付けていた。王立地理学会の裕福な会員であるレウェリン・W・ロングスタッフから25,000ポンドの寄付があったことが大きく、両協会は必要な資金を集めた。王立地理学会自体は8,000ポンドを拠出しており、その日まででは1つの遠征に出した最大の拠出だった。またアルフレッド・ハームズワース、後のノースクリフ卿が5,000ポンドを寄付しており、1894年から1897年のジャクソン・ハームズワース北極遠征にも寄付していた。残りの金額は少額寄付者から集められた。この遠征隊は商業的スポンサーからも恩恵を受けた。コールマンはカラシと小麦粉を提供し、キャドバリーはチョコレートを3,500ポンド (1,600 kg)、イエーガーは特殊衣類費の40%割引、ベイキングパウダーのバーズ、牛肉エキスのボブリルなどもそこそこの貢献をした。

### 船

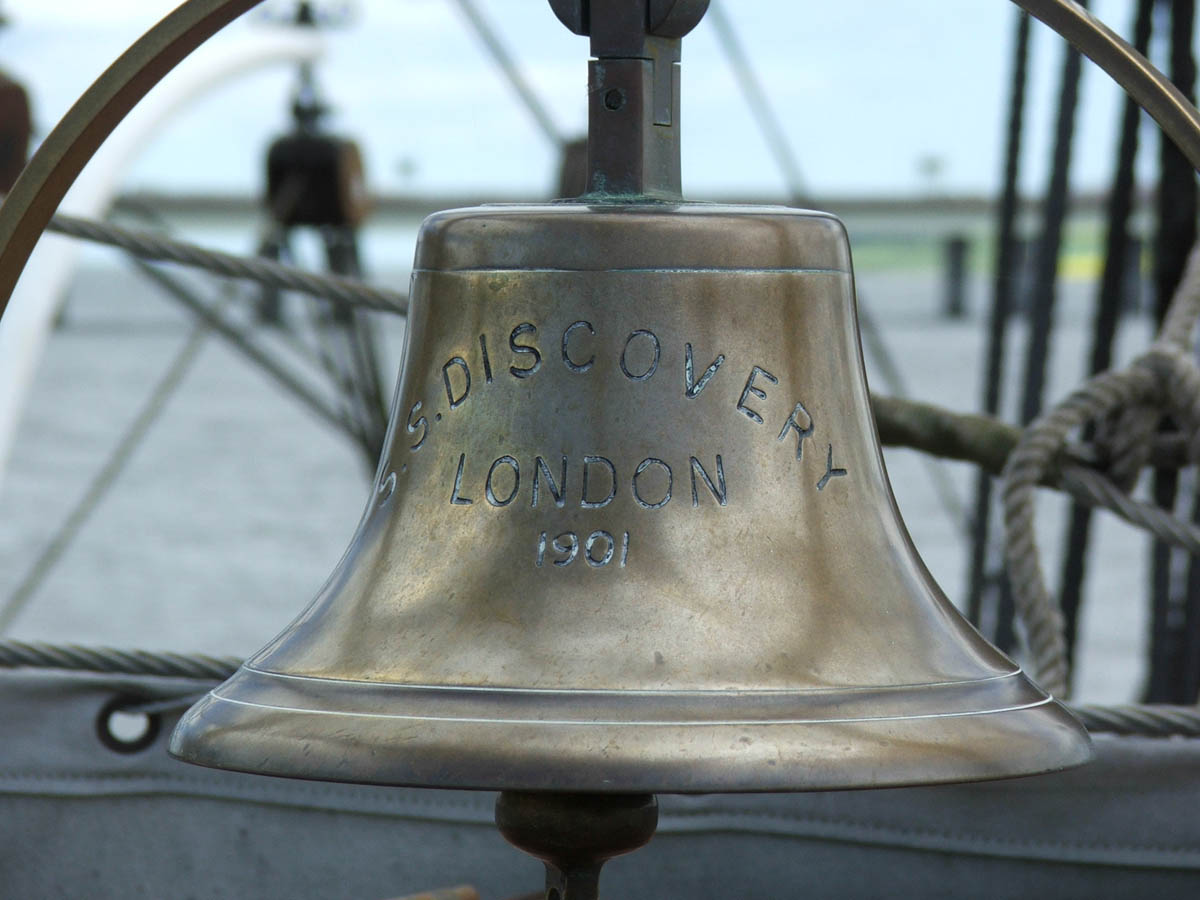
ディスカバリーの鐘

遠征隊の船はダンディ造船会社で、南極海で動くために設計された特殊用途研究船として建造され、イギリスで建造された木造3本マストの船として最後期のものになった。船殻建造費は34,050ポンド（2009年度換算で270万ポンド）、エンジンが10,322ポンド（同83万ポンド）、艤装後の最終コストは51,000ポンド（同410万ポンド）だった。船名は昔からの海軍の伝統があり、最近ジョージ・ネアズの遠征に使われた船の1隻のものを採り、この古い船のある特徴が新しい船の設計に取り入れられていた。1901年3月21日、SYディスカバリーとして、マーカム婦人の手で進水した（王室研究船は1920年代に指定が行われるようになった）。
ディスカバリーはイギリス海軍の艦船ではなかったので、海軍本部はイギリス軍艦旗を揚げることを認めなかった。商船船舶法の下に航海し、王立地理学会の旗と、王立ハリッジ・ヨットクラブの青旗と三角旗を揚げた。

### 目標
ディスカバリー遠征は、以前にあったロスやボルクグレヴィンクの遠征と同様に、南極のロス海で動くこととされた。この大陸の他の地域も検討されたが、原則は「知っている所から初めて未知の所に至る」だった。
この遠征の2大目標は、合同委員会の「指揮官に与える指示書」に要約されていた。すなわち「遠征の範囲に含まれる南極の部分の自然、状態、範囲をできる限り見極めること」であり、「南緯40度以南の地磁気を調べ、気象学、海洋学、地質学、生物学、物理学の調査と研究を行う」とされていた。この指示書は「これら目標のどちらも他方のために犠牲にされてはならない」と書かれていた。
地理的な目標に関する指示はより具体的だった。「地理的興味の主要点はジェームズ・ロスが行った東端にある氷の障壁を探検すること、ロスがそのバリアの東にあると考えた陸地を発見すること、あるいはそれが存在しないならばそれを確認すること、 [...] 氷の中で越冬するならば、地理的探検に関する努力は西の山地に進むか、南に進むか、火山地域を探検するかに向けられること。」と記されていた。

## 遠征

### 初年

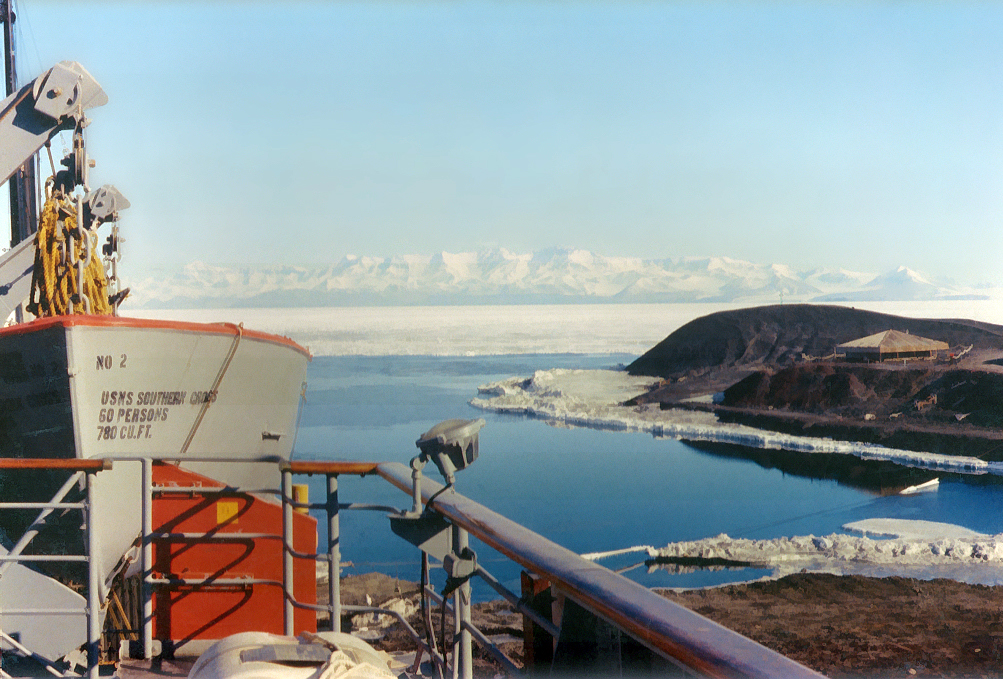
ディスカバリーが碇泊した場所の現代の写真。マクマード・サウンドのウィンター・クォーター湾、右手奥にハットポイントの小屋が見られる

#### 外からの接近
ディスカバリーは1901年8月6日にワイト島を出港し、ケープタウンを通過したあとは、南緯40度以南の磁気調査のために回り道し、11月29日にニュージーランドに到着した。最終準備のために3週間を使った後で、南に行く用意ができた。12月21日、大群衆に送られてリトルトン港を出港するときに、若い熟練船員チャールズ・ボナーが主マストの頂上から落ちて死んだ。群衆からの喝采に答えようと昇っていたものだった。その2日後、ボナーはポートチャルマーズで埋葬された。
その後は南に進んで1902年1月9日にケープ・アデアに到着した。短時間上陸し、ボルクグレヴィンクのキャンプ跡を検査した後、船はビクトリア・ランドの岸に沿って南下を続けた。マクマード・サウンドでは、東に転じ、ケープ・クロージャーで再度接岸し、予め設定していた連絡所を設置して、救援船が遠征隊の場所を掴めるようにした。その後はアイス・バリアを東端まで進み、1月30日にロスが予測していた陸地を確認し、エドワード7世半島と名付けた。
2月4日、スコットはバリアに上陸し、空中探査のために入手していた観測気球を出した。スコットがしっかり係留された気球に乗って急速に上空600フィート (180 m) まで昇った。2番目に上がったのはシャクルトンだった。二人とも見たのは果てしなく続くバリアの表面だった。ウィルソンは内心でその上昇を「全くの気違い沙汰だ」と考えた。

#### ウィンター・クォーター湾
ディスカバリーは恒久的な宿営地を探して西に進んだ。2月8日にマクマード・サウンドに入り、その日遅くにその南端近くに碇泊した。後にその場所をウィンター・クォーター湾（冬営）と名付けた。ウィルソンは「船にとって安全で、氷の圧力からは完璧な遮蔽となる冬季宿営所に導かれたというのは、極端な幸運に恵まれたことを皆が認識した」と記していた。しかしストーカー・ラシュリーは「陰鬱な場所」に見えると考えた。ハットポイントと名付けられた岩の多い半島で遠征用小屋の建設が始められた。スコットは、遠征隊は乗船したまま生活し働き続けるべきと判断しており、ディスカバリーが氷の海に閉ざされても、主小屋を倉庫と待避所として使わせるようにした。

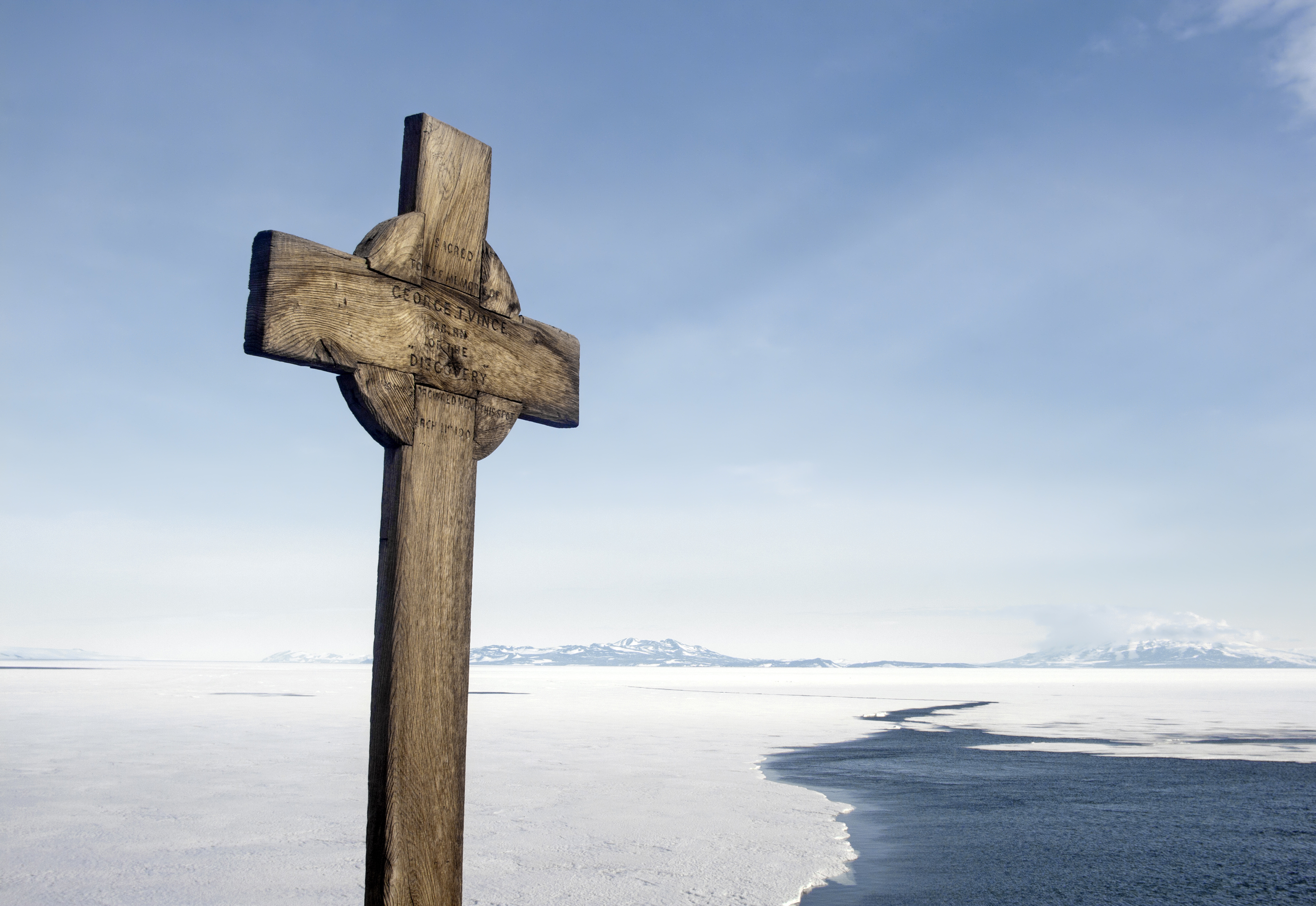
ハットポイント岬に立つビンス記念十字架

隊の全体でスキーに熟練した者は居らず、バーナッチとアーミテージのみが犬ぞりの経験があった。その結果最初はこれらの技法をマスターしようと試みられたが、その後は奨励されなくなった。その代わりにスコットの好む人力による橇の引き摺りを補強することになった。3月11日、ケープ・クロージャーへの旅を試み、そこから戻ってきていた1隊が、吹雪の中で氷の斜面に立ち往生し、不慣れな条件の危険性が確認された。安全な場所を探しているときに、隊員の1人で熟練船員のジョージ・ビンスが崖の縁から滑落して死んだ。遺体は上がらなかった。ビンスの記念のために単純な文字を刻んだ十字架が立てられ、現在もハットポイント岬の上に立っている。
5月から8月が冬季であり、科学者達はその研究で忙しく、一方他所では装置や物資が次のシーズンのために準備された。余暇のために素人演劇が行われ、また講義の形態で教育活動もあった。シャクルトンが「サウス・ポーラー・タイムズ」という新聞を編集した。屋外の気晴らしもあった。氷の上でフットボールが行われ、定期的に磁気と気象の観測が続けられた。冬が終わると、橇の試し走りが再開され、計画されていた南行きのために装置と食料が前もって試された。南にはスコット、ウィルソン、シャクルトンが行くことになった。一方で、ロイズが指揮した隊がケープ・クロージャーに行き、そこのポストに伝言を残してきた。このときにコウテイペンギン生息地を発見した。アーミテージが指揮した別の隊は、西の山地を偵察し、10月に戻ってきたときは隊で初めて壊血病の兆候が出ていた。アーミテージは新鮮な肉を得るために動物を殺すことに対し、スコットが「感情的な反対」をしたことを責めた。その後遠征隊の食事が直ぐに改善され、トラブルはなくなった。

#### 南行き
スコット、ウィルソン、シャクルトンは1902年11月2日に、犬と支援隊と共に出発した。その目標は「バリアの氷の上を真っ直ぐ南に行けるところまで、可能ならば南極点まで行き、新しい陸地を発見すること」だった。11月11日に支援隊がボルクグレヴィンクの最南端記録南緯78度50分を通過して最初の里標となった。しかし、犬を扱う技術の欠如が間もなく明らかとなり、歩みは鈍かった。11月15日に支援隊が戻った後、スコット隊は荷物をリレーし始めた。すなわち半分だけ引き摺って進み、また元に戻って残りの荷物を引き摺った。このために1マイル進むために3マイルを歩く必要が生じた。犬の食料についても誤りが生じていた。犬が弱ってくると、一番弱った犬を他の犬の食料のために殺す必要があった。人間も雪盲、凍傷、壊血病の兆候と戦っていたが、西に山地を見ながら南に進み続けた。クリスマスは2食分で祝われた。シャクルトンがもしもの時のためにソックスの中に隠していたクリスマス・プディングも出された。1902年12月30日、まだバリアを出ていなかったが、この隊の最南端南緯82度17分に到達した。帰途は問題が重なってきた。残っていた犬が死に、シャクルトンは壊血病が酷くなった。1903年1月14日付けウィルソンの日記は「我々は全て僅かだがはっきりとした壊血病の兆候がある」と記されていた。スコットとウィルソンが奮闘し、シャクルトンは橇を曳けず横に付いて歩くだけであり、時には橇で運ばれた。この隊は1903年2月3日に船に辿り着いた。93日間でリレーを含めて960マイル (1,540 km) を歩き、1日当たりでは10マイル (16 km) を僅かに越えただけだった。

### 救援船の到着
南行き隊が出て不在の間に、救援船SYモーニングが到着し、新鮮な食料をもたらした。この遠征隊を編成した者は、1903年初期にもディスカバリーが氷を離れ、次の冬が来る前にスコットは海洋の探検や調査ができるものと考えていた。3月あるいは4月にニュージーランドに帰還し、その後は太平洋を通ってイングランドまで、磁気の調査を続けながら帰ってくると考えていた。モーニングはこの期間にスコットが必要とする支援を行えると見ていた。
この計画はディスカバリーが氷の中にしっかりと留まっていたので狂ってきた。マーカムはこれを個人的には予測しており、モーニングの艦長ウィリアム・コルベックがスコット宛の秘密の手紙を携えており、その中でスコットにもう1年氷の中で過ごすことを認めていた。再度の越冬は避けられない情勢であり、救援船は隊員の中から帰国する者に機会を提供することになった。その中には病み上がりのシャクルトンがおり、シャクルトンは抵抗したが、スコットが「彼の現在の健康状態ではこれ以上の困難さを経験すべきではない」と判断した。スコットとシャクルトンの間の不和はこの時点からあるいは南行きの間の仲違いから激しい言葉の応酬になったときに始まったと考えられた。それらの詳細はアーミテージからもある程度伝えられている。アーミテージもスコットとの関係が破綻しており、スコット、ウィルソン、シャクルトンが全て死んだ後に、その詳細を明らかにし、その中でスコットのことをあまりよく言っていない。その他の証言では、スコットとシャクルトンの間が暫くの間概して良好だったことを示している。シャクルトンは遠征隊が1904年に帰国した時に会っており、後に大変心のこもった手紙をスコットに送っていた。

### 2年目
1903年の冬が過ぎた後、スコットはこの遠征隊では2回目の主要な行旅の準備をした。すなわち西部山地の登攀とビクトリア・ランド内陸の探検だった。前年にアーミテージの偵察隊が標高8,900フィート (2,700 m) に達するルートを開拓して戻ってきたが、スコットはその地点からさらに西に進み、できうるなら南磁極を突きとめたいと考えていた。欠陥のある橇のために1度出発できなかった後、スコット、ラシュリー、エドガー・エバンスの隊が、1903年10月26日にディスカバリーを離れて出発した。

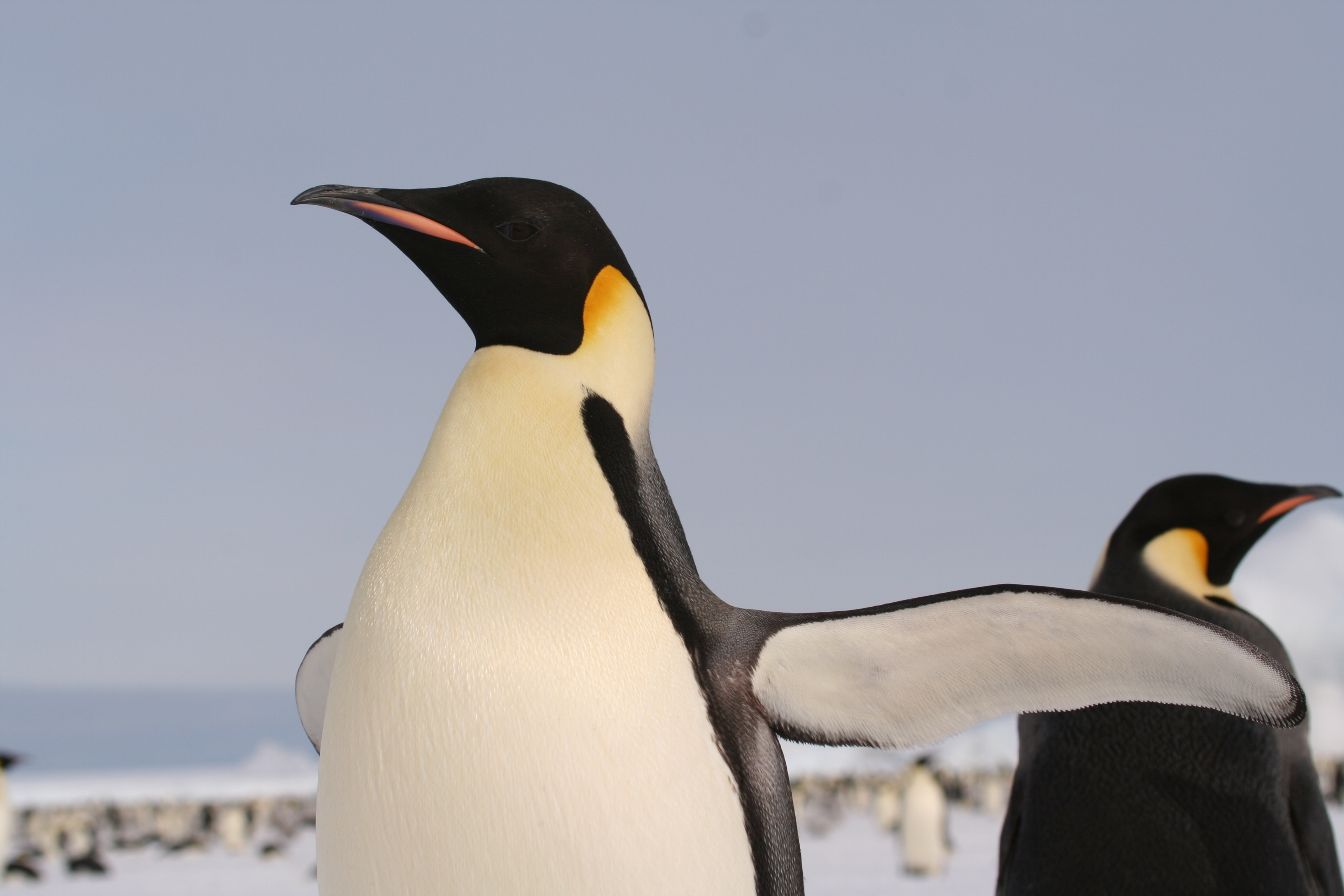
コウテイペンギン、ケープ・クロージャーにあるその生息地は1902年10月にチャールズ・ロイズが率いた隊が発見した

西行き隊は、遠征隊の地質学者ハートリー・フェラーに因んで名付けた大きなフェラー氷河を昇って、標高7,000フィート (2,100 m) まで達したところで、吹雪のために1週間閉じこめられた。このために氷河の頂点に達したのは11月13日になっていた。続いてアーミテージが進んだ最遠点を過ぎ、極点台地を発見し、そこまで進んだ最初の隊になった。地質調査隊と支援隊が帰還した後、スコット、エバンス、ラシュリーはその後の8日間で特徴もない平原を西に進み続け、11月30日までに150マイル (240 km) 進んで最西端に達した。氷河に昇るときの強風で航法表を無くしており、正確にどの位置まで来たのか分かってはいなかった。またその場所を特定できるような目印も無かった。フェラー氷河までの帰りの行程は1時間に1マイル (1.6 km) も進めないような条件となり、食料は底を突きかけ、しかもスコットの親指による方向指示に頼っていた。氷河を降るときに、スコットとエバンスがクレバスに落ちそうになって命拾いした後、南極では希な雪の無い地域（マクマードドライバレー）を発見した。ラシュリーはそこを「ジャガイモを育てるには素晴らしい場所」と表現していた。隊は12月24日にディスカバリーに戻ってきた。59日間で700マイル (1,100 km) を回ってきたことになった。この人が橇を曳く旅で1日あたり14マイル (22 km) 進んでおり、前年の南行きで犬を使ったときよりもかなり良い成績だった。このことでスコットの犬に対する偏見を増させることにもなった。極地の歴史家デイビッド・クレーンはこの西行き旅を「極地の歴史で最大級に偉大な旅」と呼んだ。
スコットが居ない間に幾つかの旅も行われていた。ロイズとバーナッチは南東のバリアに31日間行っており、不均質に平らな性状と磁気の観測を行ってきた。別の隊は南西のコートリッツ氷河を探検し、ウィルソンはケープ・クロージャーまで行って、コウテイペンギン生息地を近距離から観察してきた。

### 第2救援隊
スコットが戻ってきたときにディスカバリーが氷から解放されていることを期待していたが、氷はきつく張ったままだった。氷を鋸で切る作業が始まったが、12日間働いた後で、長さ450フィート (140 m) の2本の平行線が切られただけであり、船の位置は氷の無い海まで20マイル (32 km) だった。1904年1月5日、救援船のモーニングが戻ってきた。この時は2番艦のテラノバも連れてきた。コルベックは海軍本部からのはっきりした指示書を携行しており、もしディスカバリーが然るべき日付までに解放されないのであれば、それを放棄し、救援船2隻で戻ってくることとされていた。この最後通牒は、遠征隊の金庫が空だったので、2回目の救援船派遣の費用についてはマーカムが財務省に依存していたことの結果だった。海軍本部は自分達の条件でのみ金を払うつもりだった。3人の船長の間で合意された最終日限は2月25日であり、まだハットポイントで固く氷に閉ざされているディスカバリーまで救援船が届くのは、時間との戦いになった。スコットは予防処置としてその科学的標本類を他の船に移し始めた。氷を割るために爆薬が使われ、のこぎり隊も作業を再開した。救援船が近付くことができていたものの、1月末の時点でディスカバリーは氷に閉ざされたままであり、救援船まではまだ2マイル (3 km) あった。2月10日、スコットはディスカバリーを放棄することに同意したが、2月14日に残っていた氷の大半が突然崩壊し、モーニングとテラノバがやっとディスカバリーの傍まで到達できた。2月16日、最後の爆発物で残りの氷を除去し、翌日一時的に浅瀬に乗り上げたときに脱出した後、ディスカバリーはニュージーランドへの帰りの航海を始めた。

## 帰国

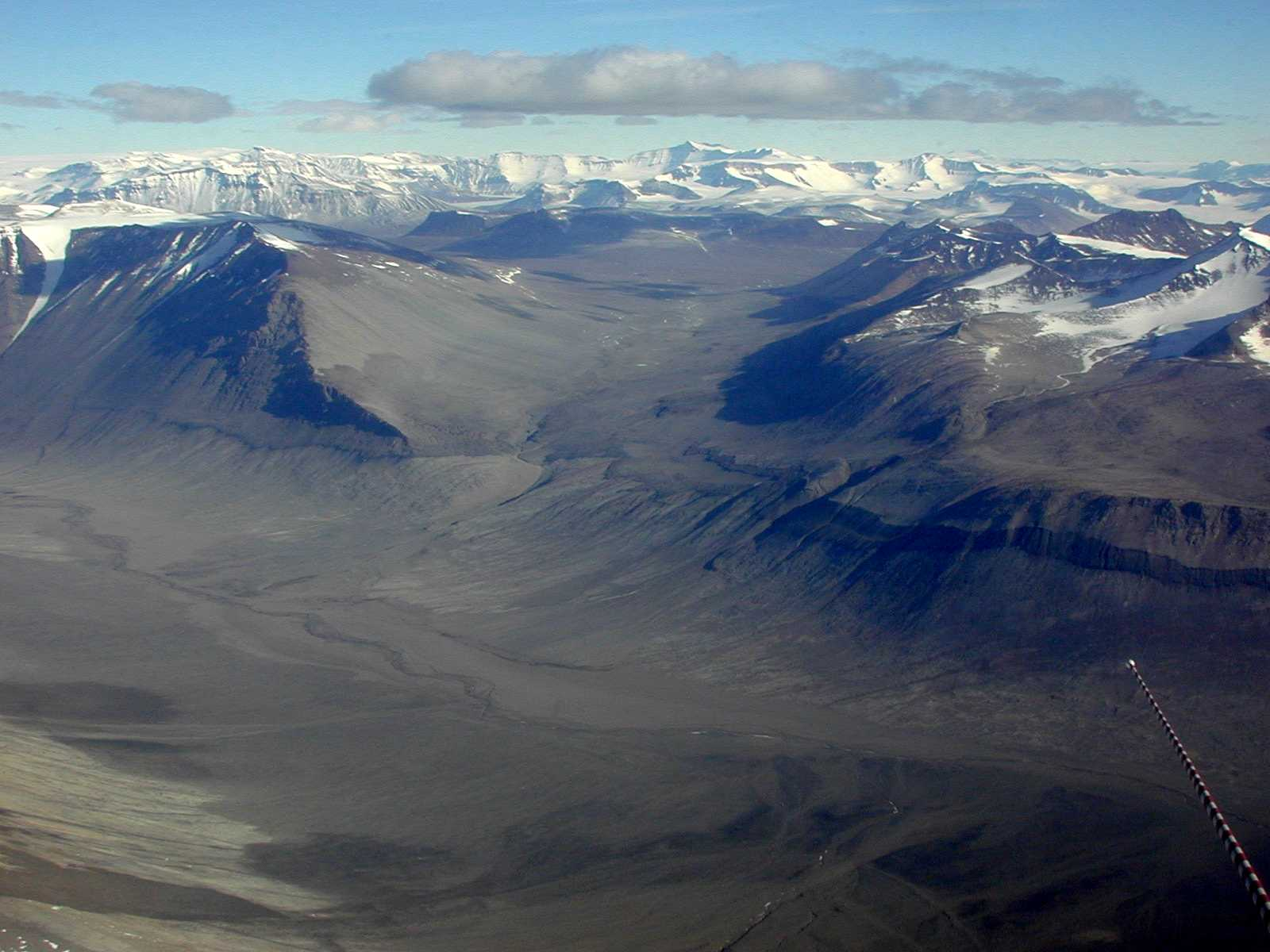
ビクトリア・ランドの西部山地にあったドライ・バレー、西行き探検のときに発見された

遠征隊がイギリスに戻ったとき、最初の受け取られ方は無音だった。1904年9月10日にディスカバリーがポーツマスの港に入ったときに、マーカムがこれを出迎えたが、数日後に遠征隊がロンドンに到着した時には高官の出迎えも無かった。しかし、この遠征隊に対する大衆の熱狂があり、公式の認知が続いた。スコットは直ぐに海軍大佐に昇進し、国王エドワード7世に拝謁するためにバルモラル城に招かれ、国王からロイヤル・ヴィクトリア勲章を授けられた。海外からもフランスのレジオンドヌール勲章などメダルや勲章を受け取った。遠征隊の他の士官や乗組員にも極地メダルが与えられ、昇進も行われた。
この遠征隊の地理学的成果としては、エドワード7世半島の発見、西部山地の登攀と極点台地の発見だった。この台地を初めて橇で旅し、バリアは南緯82度17分まで降った。ロス島の自然が確認され、南極横断山脈が南緯83度まで地図に載った。200以上の山の位置と高さが計算された。他にも多くの地形や目印が同定、命名され、広範な海岸部測量が行われた。
科学的に重要な発見もあった。西部山地にあった雪の無いドライバレーの発見もその1つであり、ケープ・クロージャーのコウテイペンギン生息地、アイスバリアが浮いている棚氷であることの科学的証拠、フェラーが発見した木の葉の化石が南極大陸とゴンドワナ超大陸とを結びつけたことがあった。数多い地質や生物の標本が集められ、新しい海洋生物種が確認された。南磁極の場所がかなりの精度で計算された。
海軍の水路測量技師長（元はスコットの対抗者）ウィリアム・ワートンから、科学的結果に一般的なお墨付きを得たことは前進だった。しかし、気象学データが出版されたときに、ロンドンの物理学会会長チャールズ・クリー博士など科学機関の内部でその精度が問題にされた。スコットはそのチームの仕事を弁護したが、個人的にはロイドのこの分野における文書業務が「恐ろしく手抜き」であることを認めていた。
壊血病を避けられなかったことは遠征隊の失敗というよりも、この病気の原因を医学的に無知だったことの結果だった。当時、新鮮な肉が治療法になりうるというのが知られていたが、それの欠如だけが原因ではなかった。このために「壊血病に襲われた時の用意に」南の航海では新鮮なアザラシの肉が確保された。シャクルトンは1907年から1909年に実施したニムロド遠征で余分なペンギンやアザラシの肉を含む注意深い食料を通じてこの病気を避けた。しかしエドワード・エバンス大尉は1910年から1913年のテラノバ遠征でその病気でほとんど死にかけており、1915年から1916年のロス海支隊では壊血病が特に破壊的なものになった。ディスカバリー遠征から25年ほど後に原因が突きとめられるまで壊血病は危険なままだった。

## 遠征の後
スコットは海軍から休暇を与えられ、『ディスカバリーの航海』という公式遠征記録を書いた。これは1905年に出版され、良く売れた。しかしこの本で南行きの時にシャクルトンが衰弱したことに関するスコットの証言が、二人の間の意見の食い違いに発展し、特にシャクルトンが橇で運ばれた程度について、スコットの証言が問題だった。それの意味したことは、シャクルトンの衰弱が比較的印象の薄い南の記録を作ったということだった。
スコットはその後海軍任務に復帰し、最初は海軍情報部責任者の助手、続いてHMSビクトリアスに乗艦するジョージ・エジャートン海軍准将の旗艦艦長を務めた。その頃には国民的英雄になっていたが、注目を浴びることは嫌っていた。遠征は大衆に向かっては勝利として提示されていた。この高揚感は客観解析の助けにはならず、あるいは遠征の強さや弱さの思慮深い評価にもならなかった。特に、スコットが人の曳く橇を他の氷上移動手段よりも本質的に高貴なものであるかのように称賛したことは、スキーや犬を使う方法を一般的に嫌悪することに繋がり、その後の遠征に持ち越される考え方になった。このことはフリチョフ・ナンセンのような年季の入った氷上の旅行者を当惑させた。ナンセンの助言は求められることが通常だったが、横によけられることも多かった。
ディスカバリー遠征は、その後15年間で遠征隊の支持者あるいは指導者となった者達にとって南極経歴を始めさせることになった。スコットやシャクルトンとは別に、下甲板のフランク・ワイルドやアーネスト・ジョイスも何度も氷の大陸に戻ってきており、明らかに陸上で落ち着いて通常の生活を送ることはできない様子だった。1903年のスコットの西行きで同行したウィリアム・ラシュリーとエドガー・エバンスは、スコットのその後の計画にも参加し、通常の橇行同伴者となった。トム・クリーンは後にスコットとシャクルトンの遠征に参加した。救援船モーニングの一等航海士"テディ"・エバンス大尉は、自分で遠征隊を率いていく計画を立て始め、その後の1910年にはスコット隊に加わった。
スコットは海軍任務に戻ってから間もなく、王立地理学会に南極に戻る意志を伝えていたが、その情報は当時公開されなかった。1907年初期、シャクルトンが地理上の南極と磁場上の南極に到達するという2つの目標を持って遠征隊を率いる計画を公表しており、スコットはそれに機先を制された。スコットはマクマード・サウンドが自分の仕事領域だと主張し、その脅しでシャクルトンはマクマード・サウンドからは動かないことに合意した。シャクルトンはそのような事情で安全に上陸できる地点が見つけられず、この約束を破らざるを得なくなった。その遠征（ニムロド遠征）は、南緯88度23分と、南極まで100マイル (160 km) 足らずまで接近し、北側の支隊は南磁極に達するなど、かなりの成功を収めた。しかし、シャクルトンが約束を反故にしたことで、スコットとの間に大きなひずみを生じさせ、スコットは元の仲間を嘘つきとか悪党と呼んで撥ね付けることになった。
スコットの計画は次第に実現に近づいた。大規模な科学と地理の遠征隊で、主たる目標に南極点の征服を据えた。スコットはディスカバリー遠征の科学班の仕事にあった素人的作業を避けたいと切望した。エドワード・ウィルソンを科学者の主任に指名し、ウィルソンが経験者のチームを選んだ。遠征隊は1910年に、ディスカバリーの救援船の片割れだったテラノバで出発した（テラノバ遠征）。その計画はロアール・アムンセンの指揮するノルウェー隊が南極にほぼ同時に到着したために、面倒なことになった。アムンセン隊は1911年12月14日に南極点に到達し、無事に戻った。スコットとウィルソンを含む合計5人の隊は1912年1月17日に南極点に達し、帰路で5人とも死んだ。

## 原註と脚注
原註
1. ↑  
スコット大佐が1901年ディスカバリー遠征の指導者として受けた指示、「ロスがバリアの東にあると考えた陸地を発見すること」 Savours, pp. 16–17.
2. ↑  
乗組員の全リストはアン・セイバーズの文献にあるSavours, p. 19.
3. ↑  
写真に基づき現在で計算すると、この位置は南緯82度11分となるCrane, pp. 214–15 and Fiennes, p. 98.

脚注
1. 1 2  Coleman, pp. 329–335.
2. ↑  Preston, pp. 12–14.
3. ↑  Preston, pp. 11–12.
4. ↑  Preston, p. 14.
5. ↑  Huntford, The Last Place on Earth, p. 140.
6. ↑  Huntford, The Last Place on Earth, pp. 141–44.
7. ↑  Crane, p. 67.
8. ↑  Jones, p. 50.
9. ↑  Preston, p. 15.
10. ↑  Markham, pp. 233–42.
11. 1 2  Jones, pp. 56–58.
12. ↑  Crane, pp. 82–83.
13. ↑  Preston, p. 28–29.
14. ↑  Crane, p. 80.
15. 1 2 3  Crane, pp. 91–101.
16. 1 2  Jones, pp. 62–63.
17. ↑  Jones, p. 70.
18. ↑  Crane, p. 78.
19. 1 2  Huntford, The Last Place on Earth, p. 144.
20. ↑  Fisher, p. 23.
21. ↑  Smith, p. 31.
22. ↑  Savours, p. 19.
23. ↑  Fiennes, p. 35.
24. ↑  Fiennes, pp. 43–44.
25. ↑  Preston, pp. 36–37.
26. ↑  Huntford, The Last Place on Earth, p. 160.
27. 1 2  Measuring Worth.
28. ↑  Fiennes, p. 28.
29. 1 2  Crane, pp. 78–79.
30. ↑  Fiennes, pp. 36–37.
31. ↑  Preston, p. 39.
32. ↑  Savours, pp. 11–18.
33. ↑  Savours, p. 15.
34. ↑  Savours, p. 18.
35. ↑  Savours, pp. 11–15, 110.
36. ↑  Skelton, Judy. (2004) The Antarctic Journals of Reginald Skelton: "Another Little Job for the Tinker" Reardon Publishing ISBN 1873877684
37. ↑  Savours, p. 24.
38. ↑  Smith, p. 37.
39. ↑  Crane, p. 142.
40. ↑  Crane, pp. 145–46.
41. ↑  Preston, p. 45.
42. ↑  Fiennes, pp. 55–57.
43. ↑  Preston, pp. 45–46.
44. ↑  Wilson, p. 111 (diary entry, 4 February 1902).
45. ↑  Wilson, p. 112 (diary entry, 8 February 1902).
46. ↑  Preston, p. 46.
47. ↑  Scott, Vol 1, p. 467.
48. ↑  Preston, p. 48.
49. ↑  Fiennes, p. 70–72.
50. ↑  Crane, pp. 175–185.
51. ↑  Fiennes, p. 87.
52. ↑  Preston, p. 59.
53. ↑  Crane, pp. 194–96.
54. ↑  Wilson, p. 150 (diary entry, 12 June 1902).
55. ↑  Wilson, p. 214 (diary entry, 11 November 1902).
56. ↑  Crane, p. 205.
57. 1 2  Preston, pp. 61–67.
58. ↑  Crane, pp. 226–27.
59. ↑  Wilson, p. 238.
60. 1 2  Crane, p. 233.
61. ↑  Crane, p. 273.
62. 1 2 3  Preston, p. 68.
63. ↑  Fiennes, p. 100.
64. ↑  Crane, p. 310.
65. 1 2 3 4 5 6  Preston, pp. 70–76.
66. ↑  Fiennes, p. 120.
67. ↑  Crane, p. 70.
68. 1 2  Crane, p. 270.
69. ↑  Crane, p. 275.
70. ↑  Fiennes, pp. 129–30.
71. ↑  Smith, p. 66.
72. ↑  Crane, pp. 277–87.
73. 1 2  Preston, pp. 80–84.
74. ↑  Crane, p. 309.
75. ↑  Preston, p. 82.
76. ↑  Preston, p. 47.
77. ↑  Wilson, p. 230 (diary entry, 30 December 1902).
78. ↑  Preston, p. 77.
79. ↑  Crane, pp. 272–73.
80. ↑  Crane, p. 272.
81. ↑  Crane, p. 302.
82. ↑  Huntford, The Last Place on Earth, pp. 229–30.
83. ↑  Crane, p. 392.
84. ↑  Preston, p. 219.
85. ↑  Wilson, p. 202 (diary entry, 15 October 1902).
86. ↑  Riffenburgh, pp. 190–91.
87. ↑  Huntford, The Last Place on Earth, p. 163.
88. ↑  Crane, p. 322.
89. ↑  Huntford, Shackleton, pp. 143–44.
90. ↑  Crane, p. 325.
91. ↑  Jones, p. 71.
92. ↑  Huntford, The Last Place on Earth, pp. 138–39.
93. ↑  Jones, p. 83.
94. ↑  Riffenburgh, p. 126.
95. ↑  Crane, pp. 401–02.
96. 1 2  Riffenburgh, pp. 108–16.
97. ↑  Riffenburgh, pp. 153–55.
98. ↑  Riffenburgh, pp. 221–33 and pp. 235–44.
99. ↑  Huntford, Shackleton, p. 304.
100. ↑  Preston, pp. 111–12.
101. ↑  Preston, pp. 197–205.

## 関連図書
- Landis, M: Antarctica: Exploring the Extreme: 400 Years of Adventure. Chicago Review Press 2003 ISBN 1-55652-480-3
- Seaver, George: Edward Wilson of the Antarctic John Murray 1933
- Skelton, J V & Wilson, D W: Discovery Illustrated: Pictures from Captain Scott's First Antarctic Expedition Reardon Publishing 2001 ISBN 1-873877-48-X
- Skelton, Judy (ed) The Antarctic Journals of Reginald Skelton: 'Another Little Job for the Tinker'. Reardon Publishing 2004 ISBN 1-873877-68-4